# 须唇羊耳蒜
须唇羊耳蒜（学名：Liparis barbata）为兰科羊耳蒜属下的一个种。

## 扩展阅读
- 維基物種上的相關：须唇羊耳蒜